# Tullio Locatelli
Tullio Locatelli (Terno d'Isola, 6 aprile 1951) è un presbitero italiano appartenente alla Congregazione di San Giuseppe (Giuseppini del Murialdo). Ha ricoperto il ruolo di Superiore Generale della congregazione dal 2018 al 2024..

## Biografia
Tullio Locatelli è entrato nella Congregazione di San Giuseppe nel 1964. Ha emesso la prima professione religiosa il 29 settembre 1968 e ha ricevuto l'ordinazione sacerdotale a Viterbo il 17 marzo 1979.
Dopo i primi anni di ministero nel Seminario minore di Valbrembo, dove ha insegnato anche nel seminario di Bergamo, ha ricoperto diversi incarichi all'interno della congregazione:
- Vice-direttore e rettore dell'Istituto Teologico San Pietro di Viterbo;
- Vicario Generale della congregazione (1994–2006);
- Superiore della Provincia Italiana (2006–2012);
- Consigliere e Segretario Generale (2012–2018).

Il 12 giugno 2018, durante il XXIII Capitolo Generale tenutosi a Quito, in Ecuador, è stato eletto Superiore Generale della Congregazione di San Giuseppe, diventando l'11° successore di San Leonardo Murialdo. Ha ricoperto questo incarico fino al 2024, quando gli è succeduto padre Nadir Poletto.

## Attività
Durante il suo mandato come Superiore Generale, padre Locatelli ha promosso la valorizzazione della figura di San Giuseppe, specialmente in occasione dell'Anno di San Giuseppe indetto da papa Francesco nel 2020–2021. Ha inoltre sostenuto l'impegno della congregazione nei campi dell'educazione, della pastorale giovanile e dell'animazione vocazionale nei 16 paesi in cui i Giuseppini del Murialdo operano.

## Pubblicazioni
- Tullio Locatelli, San Giuseppe custode di Gesù, Torino, Elledici, 2021.